# Julio Acosta García
Pour les articles homonymes, voir Julio García (homonymie) et García.
Julio Acosta García (né le 23 mai 1872 à San Ramón – mort le 6 juillet 1954 à San José) est un homme d'État qui fut le 26e président du Costa Rica, du 8 mai 1920 au 8 mai 1924.

## Source
- (en) Cet article est partiellement ou en totalité issu de l’article de Wikipédia en anglais intitulé « Julio Acosta García » (voir la liste des auteurs).